# Sprewa

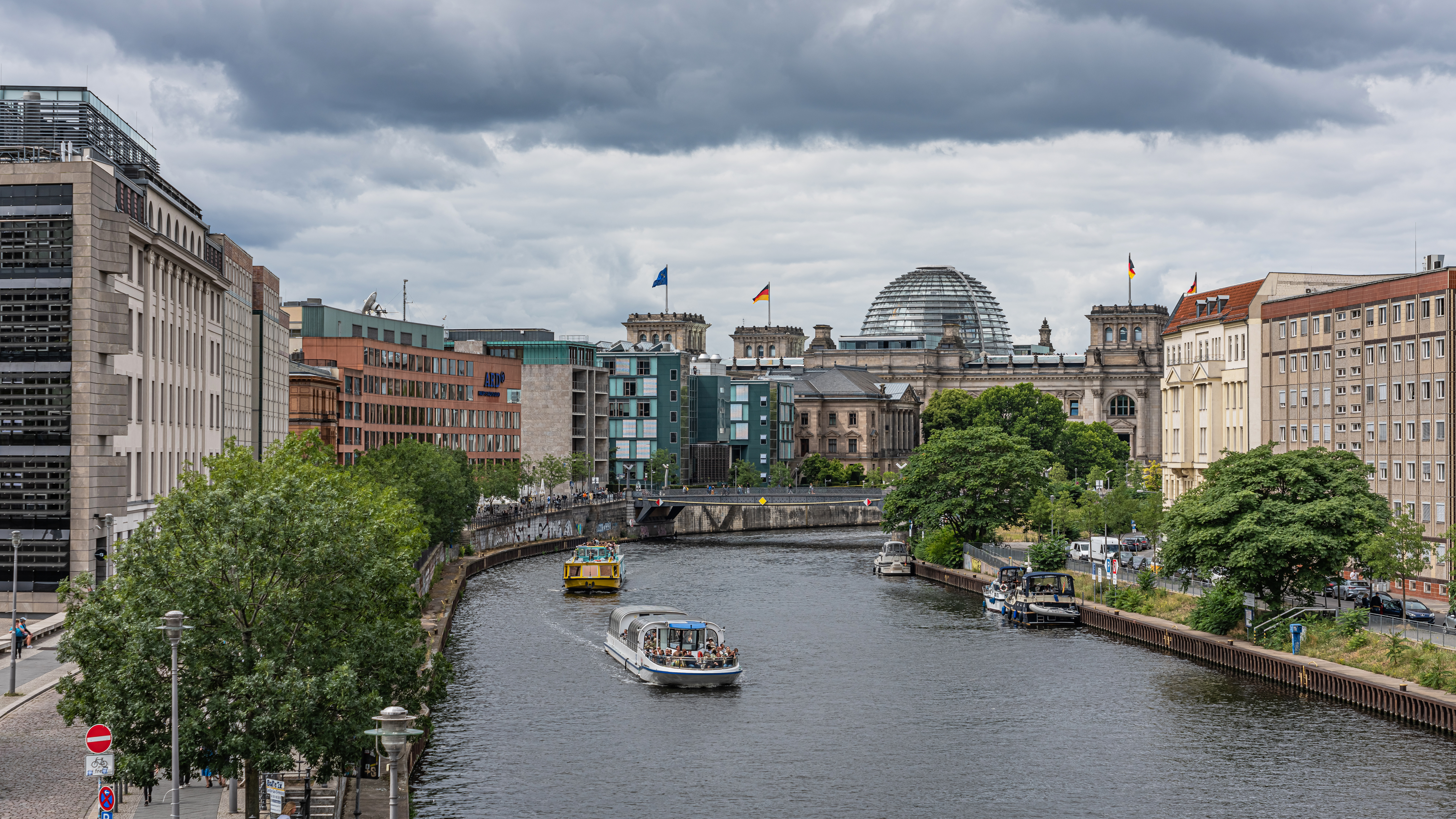
Sprewa, Berlin, w głębi widoczna kopuła Reichstagu

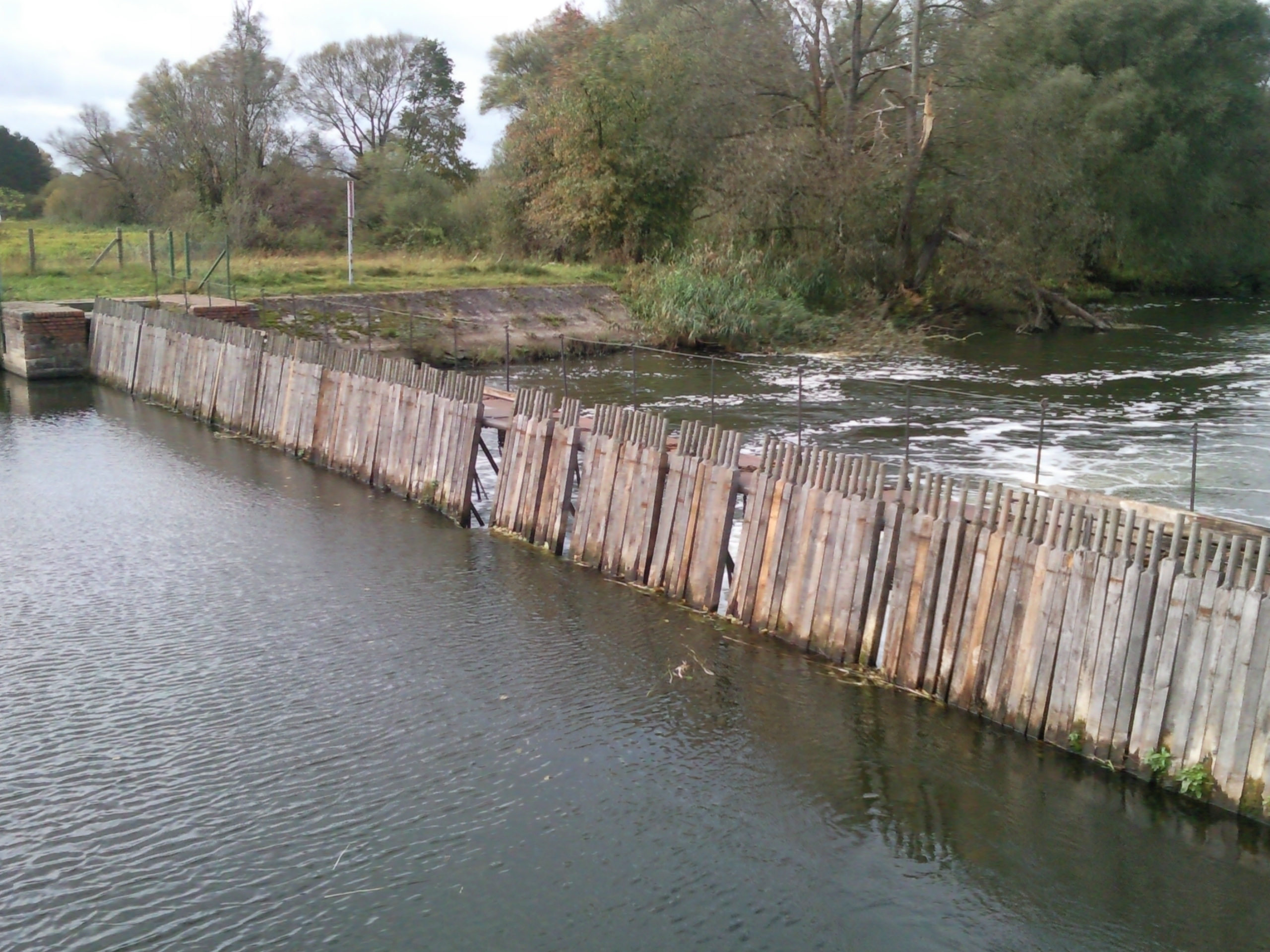
Sprewa, Neubrück (Brandenburgia), jaz kozłowo-iglicowy

Sprewa, hist. także Szprewa i Szprowa (niem. Spree, łuż. Sprjewja lub Sprowja, czes. Spréva) – rzeka we wschodnich Niemczech (kraje związkowe Saksonia, Brandenburgia i Berlin), lewy dopływ Haweli. Na krótkim odcinku płynie również przez Czechy, a konkretnie przez cypel Šluknovský.

## Przebieg
Swoje źródła ma na Pogórzu Łużyckim (ok. 430 m n.p.m.). Przepływa przez Łużyce, w Spreewaldzie dzieli się na szereg odnóg, następnie przepływa przez jeziora Schwielochsee i Müggelsee. Od jeziora Schwielochsee rozpoczyna się odcinek drogi wodnej dostępnej dla jednostek o zanurzeniu do 1,2 metra. W miejscowości Beeskow jaz i śluza. Następnie w okolicy miejscowości Neuhaus i jeziora Wergnersee odchodzi od niej Speisekanal – 2,6 km kanał łączący ją z Kanałem Odra-Sprewa. Natomiast Sprewa kieruje się na północny zachód, poprzez zabytkowy jaz kozłowo-iglicowy i śluzę Neubrück po czym wpływa do Kanału Odra-Sprewa (89 km kanału), poniżej śluzy Kersdorf. Przyjmuje na tym odcinku nazwę Fürstenwalder Spree. Kanał opuszcza na jego 69 kilometrze, kierując się na północny zachód, poprzez jaz, przed dawną śluzą Große Tranke i przyjmuje nazwę Müggelspree. Poprzez jezioro Dämeritzsee wpływa do jeziora Müggelsee (nazywanym też Großer Müggelsee) z którego wypływa już jako Sprewa. Jednak większość wód Sprewy skierowanych jest Kanałem Odra-Sprewa do jeziora Seddinsee, następnie Langer See, które w berlińskiej dzielnicy Köpenick łączy się ze Sprewą. W centrum Berlina, w okolicy śluzy Mühlendammschleuse rozdwaja się i opływa Wyspę Muzeów. Po przejściu przez śluzę Charlottenburg, 6 kilometrów dalej, w dzielnicy Spandau uchodzi do Haweli (29 m n.p.m.). Żeglowna na długości 182 km.

## Parametry
- Długość: 403 km
- Powierzchnia dorzecza: 9793 km²
- Żeglowna na odcinku: 182 km
- Maksymalny przepływ wieloletni: 36 m³/s (u ujścia – Sophienwerder, Berlin)
- Średni przepływ wieloletni: 8,72 m³/s
- Największy zanotowany przepływ: 182 m³/s (1982 r.)

Rzeka jest połączona kanałami z Odrą i z Hawelą.

## Miasta nad Sprewą
- Budziszyn (Bautzen, Budyšin)
- Spremberg (Grodk)
- Chociebuż (Cottbus, Chośebuz)
- Lübbenau/Spreewald (Lubnjow)
- Lubin (Lubin)
- Beeskow
- Fürstenwalde/Spree
- Berlin

## Kultura
Rzeka występuje też w tytule powieści Kraszewskiego Nad Sprewą.